# 문경 장수황씨 종택 탱자나무
문경 장수황씨 종택 탱자나무(聞慶 長水黃氏 宗宅 탱자나무)는 대한민국 경상북도 문경시 산북면 대하리에 있는 탱자나무이다.
2000년 2월 3일 경상북도의 기념물 제135호로 지정되었다가, 2019년 12월 27일 대한민국의 천연기념물 제558호로 승격, 지정되었다.

## 개요
탱자나무는 주로 영·호남지방에 분포하며 일본·중국에서도 자란다. 우리나라와 일본의 나무는 중국에서 전래된 것으로 추측되고 있다. 열매와 껍질은 약재로 사용되며 줄기에 가시가 나 있어 과수원 울타리용으로 적합하다.
탱자나무는 문경 장수 황씨 종택의 앞뜰에 두 그루가 나란히 자라고 있다. 동쪽의 탱자나무는 3개의 큰 가지로 나뉘어 자라고 있으며, 서쪽의 탱자나무는 4개의 가지가 나와 전체적으로 한 그루인 것처럼 반원형을 이루고 있다. 동쪽의 탱자나무는 밑부분이 약간 썩었지만 서쪽의 탱자나무는 큰 상처없이 잘 자라고 있으며, 개인의 집 뜰에 자리하고 있어 보호도 잘 되고 있다.
문경 장수 황씨 종택의 탱자나무는 다른 천연기념물이나 기념물에 못지 않게 오래된 나무로 기념물로 지정하여 보호하고 있다.

## 천연기념물 승격 사유
문경 장수황씨 종택 탱자나무는 수고, 수관폭, 수령 등 규격적인 측면에서 희귀성이 높을 뿐 아니라, 고유의 수형을 잘 유지하고 있으며, 열매는 식용하거나 약재로 사용하는 등 우리의 생활문화와 밀접한 관계가 있으며 종택과 오랜 세월 함께해온 노거수로서 자연·학술적·민속적 가치가 크다.

## 같이 보기
- 문경 장수황씨 종택
- 탱자나무

## 참고 자료
- 문경 장수황씨 종택 탱자나무 - 국가유산청 국가유산포털